# Aleksander Olchowicz
Aleksander Olchowicz (ur. 9 sierpnia 1898 w Warszawie, zm. 3 września 1954 w Krakowie) – polski dziennikarz, polityk, poseł do Krajowej Rady Narodowej (1946–1947) i do Sejmu Ustawodawczego (1947–1952), działacz wojskowy i sportowy.

## Życiorys
Syn Konrada (1858–1924) i Heleny z Szymanowskich (1868–1946). W 1912 został uwięziony za udział w demonstracjach antyrosyjskich. W 1915 ukończył gimnazjum E.Konopczyńskiego w Warszawie, po czym wstąpił do Legionów Polskich. W 1918 został oficerem zawodowym Wojska Polskiego. W dwudziestoleciu międzywojennym był działaczem sportowym, pracował w Wydziale Prasowym MSZ oraz jako sekretarz redakcji „Kuriera Warszawskiego”. Wiceprezes Polskiego Związku Lawn Tenisowego (PZLT), wiceprezes i członek honorowy sekcji tenisa W.K.S. Legia.
Podczas II wojny światowej współtworzył organizacje ruchu oporu „Związek Czynu Zbrojnego”, której był wicekomendantem (1939–1941). Pełnił obowiązki wiceprezesa i szefa Wydziału Politycznego Polskiego Związku Wolności. Wziął udział w powstaniu warszawskim jako porucznik – dowódca oddziałów PZW, ps. Leliwa, Sawicki. Był delegatem do Powstańczego Porozumienia Demokratycznego jako przedstawiciel „Centralizacji”.
W 1945 wstąpił do Stronnictwa Pracy, w którym był wiceprezesem, a później prezesem Zarządu Wojewódzkiego w Krakowie. Zasiadał w Zarządzie Głównym SP. Od 1946 sprawował mandat posła do Krajowej Rady Narodowej. W 1947 wszedł w skład Sejmu Ustawodawczego. Po rozwiązaniu Stronnictwa w 1950 został członkiem Stronnictwa Demokratycznego i posłem z jego ramienia. Był członkiem Centralnego Komitetu SD i wiceprzewodniczącym Wojewódzkiego Komitetu partii w Krakowie. W okresie od 11 sierpnia 1945 do 9 lutego 1947 był prezesem Polskiego Związku Tenisowego, a następnie do 11 lutego 1951 był prezesem honorowym związku.
Zmarł w Krakowie. Został pochowany na cmentarzu Powązkowskim w Warszawie (kwatera U-2-4,5,6).

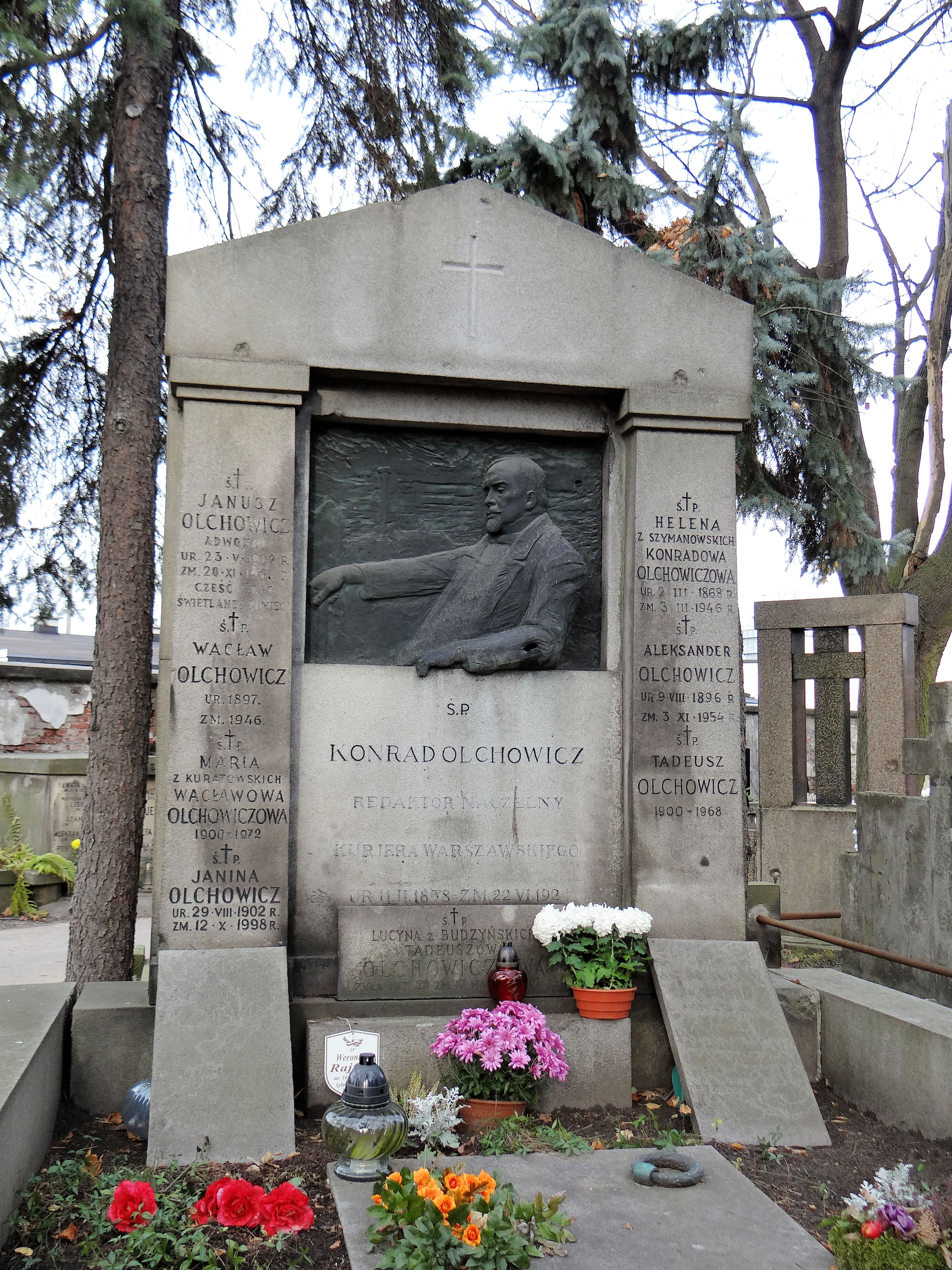
Grób rodzinny Konrada Olchowicza (ojca) na Powązkach, w którym pochowany jest również Aleksander Olchowicz

## Ordery i odznaczenia
- Order Krzyża Grunwaldu III klasy (6 września 1946)[4]
- Krzyż Kawalerski Orderu Odrodzenia Polski (pośmiertnie, 6 września 1954)[5]
- Krzyż Walecznych (dwukrotnie)[1]
- Medal Niepodległości (2 maja 1933)[6]
- Srebrny Krzyż Zasługi (19 marca 1931)[7]
- Krzyż na Śląskiej Wstędze Waleczności i Zasługi[1]